# Вулиця Соломії Крушельницької (Тернопіль)
Вулиця Соломії Крушельницької (за Австро-Угорщини — Г. Сенкевича, за Польщі — Г. Сенкевича, за УРСР — Сенкевича, Крушельницької) — одна з магістральних вулиць Тернополя, названа на честь видатної оперної співачки Соломії Крушельницької. Знаходиться на межі середмістя і мікрорайону «Новий Світ».

## Відомості
Вулиця Соломії Крушельницької є продовженням вулиці Михайла Грушевського. Закінчується на стику вулиць біля залізничного моста. Перетинається з вулицею Юліана Опільського, від початку вулиці Соломії Крушельницької відгалужується вулиця Білецька, наприкінці — Олени Теліги, правобічно дотичною є вулиця Родини Барвінських.
Довжина вулиці — 850 м.

## Історія
Вулиця Крушельницької (раніше — вулиця Сенкевича) утворилася на межі Заруддя, саме тут протікала річка Рудка. Первісна назва цієї артерії — Над Рудкою. У глибині вулиці виріс один із паростків промислового життя міста — паровий млин Ґалля. На вулиці розміщувалися деякі громадські інституції. У будинку №14 діяло культурно-освітнє товариство українських робітників «Робітнича громада», засноване у лютому 1930-го. У його статуті зазначалось, що «метою товариства є всесторонній духовний і фізичний розвиток українського робітництва, поширювання серед нього культури і освіти та несення йому матеріальної помочі». Товариство організовувало фестини, аматорські вистави, танцювальні вечори. Діяла тут також футбольна секція. Найбільша кількість членів товариства сягала 150.
Помітне місце в культурному житті міста належало «Товариству друзів музики», заснованому в 1877 році. У 1933 р. воно перейшло у будинок, збудований за власні кошти на вулиці Сенкевича №2. При цьому осередку успішно діяла з 1877 року музична школа.
Вулиця була одним із улюблених місць прогулянок тернополян. При збігові вулиць Конарського (сучасна вул. Грушевського) та Сенкевича, неподалік від каплички, була невелика кнайпка, відома як «Ціпка». У «Ціпку» заходили перекусити під час променадів.

## Галерея

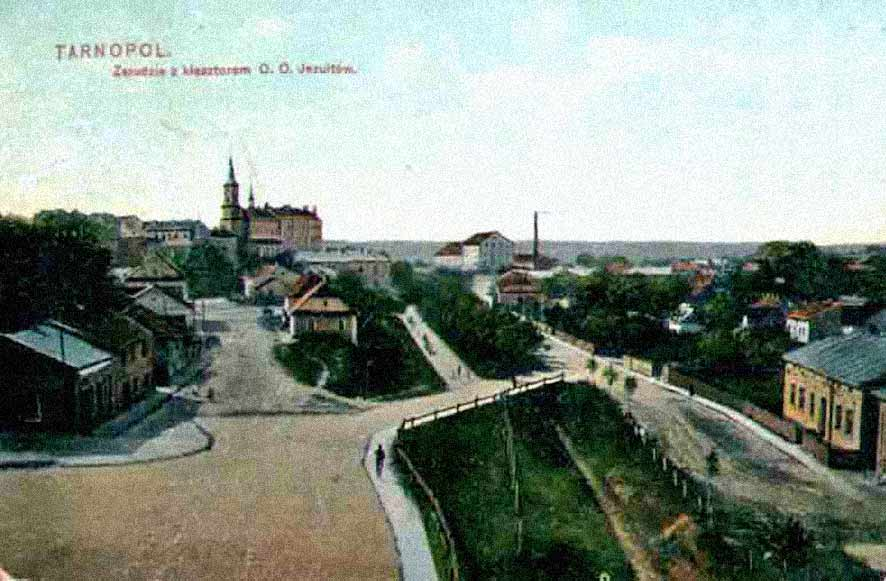
Вигляд вулиці Г. Сенкевича в 1900 році
Тернопільська Податкова Адміністрація. Вигляд з вулиці Соломії Крушельницької.

## Архітектура
Пам'яток архітектури на вулиці немає.

## Установи
- Тернопільський обласний художній музей,
- редакція газети «Наш день»,
- крамниці, бари, ресторани, адвокатські контори інші комерційні підприємства.

## Транспорт
На вулиці розташовано 2 зупинки громадського транспорту: 
- Вулиця Соломії Крушельницької (до центру) — автобусні маршрути № 13, 19, 36, 39, 42, тролейбус № 10.
- Вулиця Соломії Крушельницької (від центру) — автобусні маршрути № 38, 49.